# NGC 2655
NGC 2655 = Arp 225 ist eine linsenförmige Galaxie vom Hubble-Typ SB0/a im Sternbild Giraffe am Nordsternhimmel. Sie ist schätzungsweise 69 Millionen Lichtjahre von der Milchstraße entfernt und hat einen Durchmesser von etwa 95.000 Lj.
Gemeinsam mit NGC 2591, NGC 2715, NGC 2748 und drei weiteren Galaxien bildet sie die NGC-2655-Gruppe.
Halton Arp gliederte seinen Katalog ungewöhnlicher Galaxien nach rein morphologischen Kriterien in Gruppen. Diese Galaxie gehört zu der Klasse Galaxien mit amorphen Spiralarmen.
Die Typ-Ia-Supernova SN 2011B wurde hier beobachtet.
Das Objekt wurde am 26. September 1802 von dem deutsch-britischen Astronomen William Herschel entdeckt.

## NGC 2655-Gruppe (LGG 165)
| Galaxie   | Alternativname | Entfernung/Mio. Lj |
| --------- | -------------- | ------------------ |
| NGC 2655  | PGC 25069      | 69                 |
| NGC 2591  | PGC 24231      | 65                 |
| NGC 2715  | PGC 25676      | 66                 |
| NGC 2748  | PGC 26018      | 72                 |
| PGC 24200 | UGC 4466       | 70                 |
| PGC 25427 | UGC 4714       | 62                 |
| PGC 25371 | UGC 4701       | 69                 |